# Sonic Dash 2: Sonic Boom
Sonic Dash 2: Sonic Boom é um jogo de plataforma sem fim lançado para iOS e Android. O jogo foi lançado no Canadá e na Irlanda no Android em 1º de julho de 2015 e para iOS em 18 de agosto de 2015. Na época, o jogo estava disponível apenas oficialmente nas lojas de aplicativos do Canadá e da Irlanda. É a sequência do jogo Sonic Dash e relacionado à série de televisão franco-americana Sonic Boom. Foi disponibilizado mundialmente para iOS em 8 de outubro de 2015 e para Android em 16 de outubro de 2015.